# Sonic Forces: Speed Battle
Sonic Forces: Speed Battle — мобильная игра в жанре бесконечного раннера, разработанная компаниями Hardlight и Sega Europe. Релиз состоялся в 2017 году. Является спин-оффом к серии игр Sonic The Hedgehog. Игра основана на Sonic Forces.

## Игровой процесс
Как и в других бесконечных раннерах, игрок участвует в забегах по различным локациям. В отличие от многих других игр этого жанра, в Sonic Forces: Speed Battle присутствует мультиплеер.

## Оценки
| Иноязычные издания | Иноязычные издания |
| Издание            | Оценка             |
| ------------------ | ------------------ |
| Pocket Gamer (UK)  | [ 1 ]              |
| Multiplayer.it     | 7,5/10             |

Ричард Коули (Ric Cowley) из Pocket Gamer хвалит игру за то, что в неё весело играть, если делать это короткими сессиями, но критикует за то, что от игрока требуется много гринда для того, чтобы открыть все локации.